# Jirō Taniguchi
Jirō Taniguchi (谷口 ジロー Taniguchi Jirō?), född 14 augusti 1947 i Tottori, Tottori prefektur, död 11 februari 2017 i Tokyo prefektur, var en japansk serieskapare. Han skapade bland annat mangaserien Haruka na machi e som särskilt blev populär i Frankrike där den fungerade som underlag till en långfilm. Taniguchis serier uppfattas tillhöra genren gekiga. I Sverige har ett av hans verk, Isvandraren (Toudo no tabibito), utkommit på förlaget Epix år 2010. Verket är ett seriealbum och innehåller sex berättelser.
2011 utnämndes Taniguchi till riddare av Arts et Lettres-orden. Han är den tredje personen från Japan efter Katsuhiro Ōtomo och Leiji Matsumoto som tilldelats orden.